# Седлиська (Горлицький повіт)
Селиська (пол. Siedliska) — село в Польщі, у гміні Бобова Горлицького повіту Малопольського воєводства.
Населення — 1508 осіб (2011).
У 1975-1998 роках село належало до Новосондецького воєводства.

## Демографія
Демографічна структура станом на 31 березня 2011 року:
|          | Загалом | Допрацездатний вік | Працездатний вік | Постпрацездатний вік |
| -------- | ------- | ------------------ | ---------------- | -------------------- |
| Чоловіки | 773     | 210                | 499              | 64                   |
| Жінки    | 735     | 177                | 415              | 143                  |
| Разом    | 1508    | 387                | 914              | 207                  |